# Buna Anna
Buna Anna (Pürkerec, 1882. augusztus 16. – Székelyudvarhely, 1958. február 18.) magyar pedagógus, magyar tankönyvíró.

## Életútja
1918-tól 1954-ig a székelyudvarhelyi református kollégium, majd a tanítóképző tanára. Gyerkes Mihállyal kidolgozta Román vizsgák könyve (Székelyudvarhely, 1924) cím alatt a román nyelv és irodalom, földrajz, történelem, alkotmánytan kötelező nyelvvizsgaanyagát; fordításában jelent meg magyarul Az állami nyugdíjtörvény (Székelyudvarhely 1925).